# اسکی تپه
اسکی تپه مربوط به هزاره ۱- دوران‌های تاریخی پس از اسلام است و در شهرستان بستان‌آباد، بخش مرکزی، روستای سعیدآباد واقع شده و این اثر در تاریخ ۱۱ مهر ۱۳۸۳ با شمارهٔ ثبت ۱۱۱۷۴ به‌عنوان یکی از آثار ملی ایران به ثبت رسیده است.